# Slivovitz

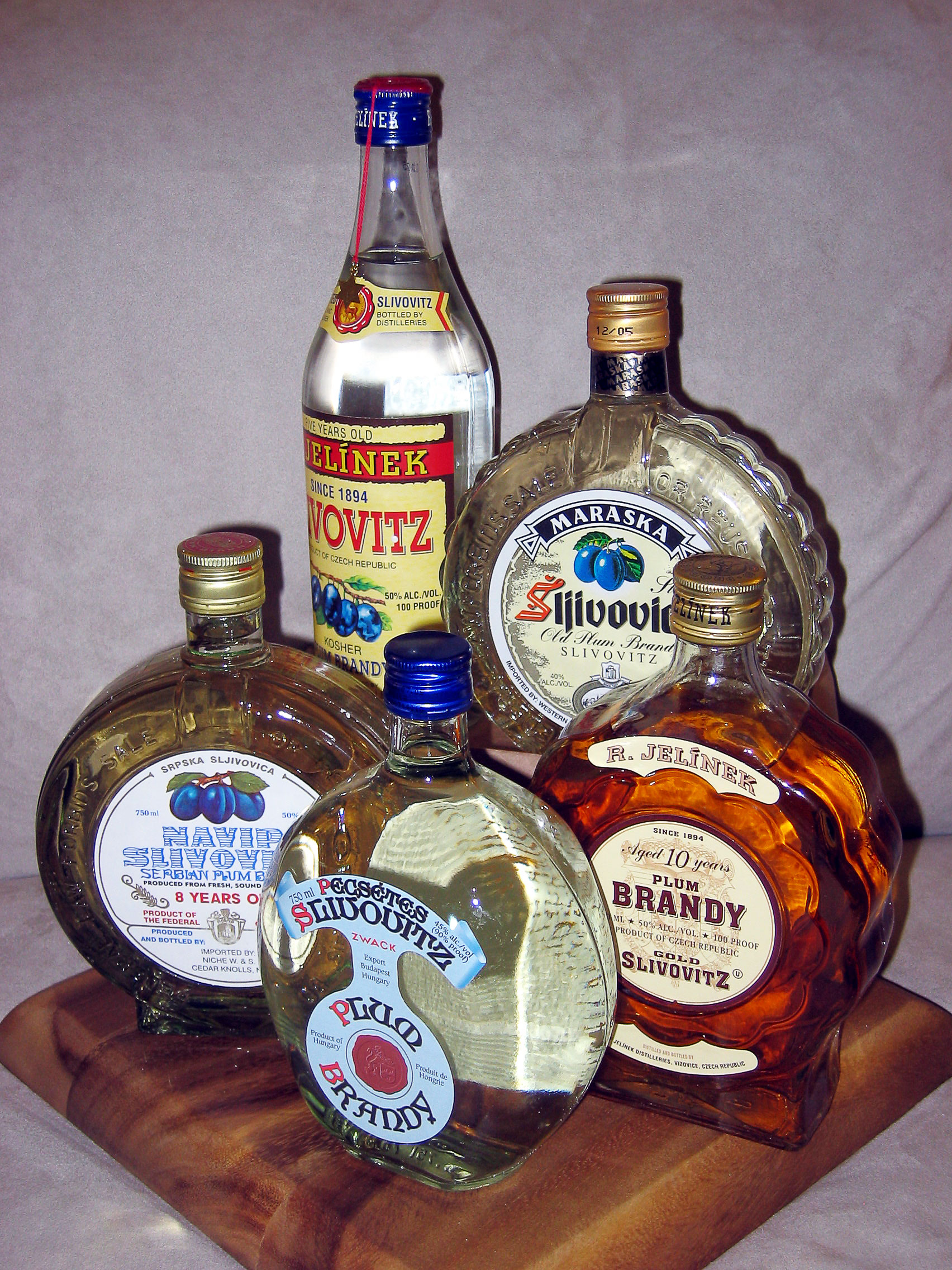
Varias botellas de Slivovitz.

El Slivovitz (en alemán), la slivovice (en checo) o la slivovica (en eslovaco) es una bebida alcohólica, destilada y fermentada del zumo de ciruela. A menudo es incolora.
Es similar al poitín irlandés y la versión casera suele emplear diferentes tipos de ingredientes, entre ellos hierbas aromáticas. Es muy parecido también al brandy y a veces se denomina brandy de ciruelas (o también plum brandy en inglés).
El contenido de alcohol puede variar en un rango que va desde 40-70 % por volumen, pero lo más habitual es que oscile entre 40 y 55 %.
Se trata de la bebida nacional de la República Checa y Eslovaquia (se elabora casi el 70% de la producción mundial en esta zona de Europa Central). También es muy popular en Croacia, Hungría, Serbia, Eslovenia, Montenegro, Bulgaria, Macedonia del Norte y Bosnia-Herzegovina.